# Koryciańska Czuba
Die Koryciańska Czuba ist ein Berg in auf der polnisch-slowakischen Grenze in der Westtatra mit 1161 Metern Höhe. Sie liegt auf dem Gemeindegebiet von Kościelisko.

## Lage und Umgebung
Die Koryciańska Czuba liegt in der polnischen Tatra oberhalb des Tals Dolina Chochołowska.

## Tourismus
Auf den Gipfel führen keine markierten Wanderwege. Der Gipfel ist jedoch von den umliegenden Tälern gut einsehbar.
Als Ausgangspunkt für eine Besteigung der Wanderwege um den Gipfel eignen sich die Ornak-Hütte und die Chochołowska-Hütte.

## Belege
- Zofia Radwańska-Paryska, Witold Henryk Paryski, Wielka encyklopedia tatrzańska, Poronin, Wyd. Górskie, 2004, ISBN 83-7104-009-1.
- Tatry Wysokie słowackie i polskie. Mapa turystyczna 1:25.000, Warszawa, 2005/06, Polkart, ISBN 83-87873-26-8.